# Giro di Toscana 1940
Il Giro di Toscana 1940, sedicesima edizione della corsa, si svolse il 14 aprile 1940 su un percorso di 309 km con partenza a Casellina e arrivo a Firenze. Fu vinto dall'italiano Gino Bartali, che completò il percorso in 9h27'00" precedendo in volata i connazionali Mario Vicini e Sebastiano Torchio. Conclusero la corsa, valida come seconda prova del campionato italiano 1940, 36 degli 82 ciclisti al via.

## Percorso
Organizzata dai quotidiani fiorentini La Nazione e Il Nuovo Giornale, la corsa, dopo il via da Casellina di Scandicci, prevedeva il transito nell'ordine da Montelupo, Empoli (km 23,2), Castelfranco di Sotto, Pontedera (km 52), Fornacette, Cascina, Pisa (km 72,5), Bagni San Giuliano, Lucca (km 96), Ponte a Moriano, Borgo a Mozzano, Bagni di Lucca (km 121,9), Popiglio, San Marcello Pistoiese, Monte Oppio (821 m s.l.m.), Pontepetri, Le Piastre, Pistoia (km 176,4), Casini, Poggio a Caiano, Signa (km 200), di nuovo Montelupo, Cerbaia, San Casciano (315 m s.l.m., km 228,6), Falciani, Greve in Chianti, il Passo del Sugame (573 m s.l.m., km 255), Figline Valdarno, Incisa Valdarno, Rignano sull'Arno, Pontassieve e Le Sieci. L'arrivo era posto allo Stadio Giovanni Berta di Firenze dopo 309 km di gara.

## Squadre e corridori partecipanti
Parteciparono alla prova sei squadre d'industria: la Gloria di Severino Canavesi e Glauco Servadei, la Lygie di Giordano Cottur, la Legnano di Gino Bartali, Pierino Favalli e Fausto Coppi, la Bianchi di Giovanni Valetti, Mario Vicini, Olimpio Bizzi, Aldo Bini e Vasco Bergamaschi, la Gerbi di Osvaldo Bailo e, a ranghi ridotti, l'Olympia di Pietro Rimoldi. Ai 41 ciclisti "accasati" se ne aggiunsero altrettanti "isolati", per un totale di 82 ciclisti al via. Come favoriti per la vittoria finale venivano indicati in primis Bartali, ma anche Vicini e Bergamaschi.
| N.        | Cod. | Squadra     |
| --------- | ---- | ----------- |
| 1-7       |      | Gloria      |
| 12-17     |      | Lygie       |
| 18-26     |      | Legnano     |
| 28, 44-50 |      | Gerbi       |
| 52, 73-74 |      | Olympia     |
| 75-82     |      | Bianchi     |
|           |      | Individuali |

## Ordine d'arrivo (Top 10)
| Pos. | Corridore          | Squadra    | Tempo    |
| ---- | ------------------ | ---------- | -------- |
| 1    | Gino Bartali       | Legnano    | 9h27'00" |
| 2    | Mario Vicini       | Bianchi    | s.t.     |
| 3    | Sebastiano Torchio | Gerbi      | s.t.     |
| 4    | Guerrino Tomasoni  | S.C. Binda | s.t.     |
| 5    | Severino Canavesi  | Gloria     | s.t.     |
| 6    | Luigi Cafferata    | Gerbi      | s.t.     |
| 7    | Aldo Bini          | Bianchi    | a 4'15"  |
| 8    | Pietro Rimoldi     | Olympia    | s.t.     |
| 9    | Olimpio Bizzi      | Bianchi    | s.t.     |
| 10   | Adolfo Leoni       | Bianchi    | s.t.     |